# Embelia xylocarpa
Embelia xylocarpa är en viveväxtart som beskrevs av P. Halliday. Embelia xylocarpa ingår i släktet Embelia och familjen viveväxter. Inga underarter finns listade i Catalogue of Life.